# أندرسون لويز غوميز ريبيرو
أندرسون لويز غوميز ريبيرو (18 أبريل 1982 بريو دي جانيرو في البرازيل - ) هو لاعب كرة قدم برازيلي في مركز الدفاع. لعب مع جمعية بورتوغيزا الرياضية ونادي برازيليا ونادي فاسكو دا غاما ونادي فلامنغو وLuverdense Esporte Clube ‏ وDuque de Caxias Futebol Clube ‏ ونادي تريزه ونادي مادوريرا وبوافيستا سبورت ‏ ونادي أنابوليس ‏ وأتلتيكو يوفنتوس وSociedade Esportiva Itapirense ‏ ونادي بانغو أتلتيكو وVotoraty Futebol Clube ‏.

## وصلات خارجية
- أندرسون لويز غوميز ريبيرو على موقع قاعدة بيانات كرة القدم.إي يو (الإنجليزية)
- أندرسون لويز غوميز ريبيرو على موقع Soccerway.com (الإنجليزية)